# Dawn Dumont
Dawn Dumont est une écrivaine, comédienne et journaliste issue des Peuples autochtones des Plaines de la Première nation okanese (en) en Saskatchewan au Canada.

## Carrière professionnelle
Son premier livre, Nobody Cries at Bingo (2011) (On pleure pas au bingo), est un récit de fiction qui raconte avec humour sa vie dans la réserve où elle a grandi,. Selon Dumont, le livre est inspiré par l'écriture de David Sedaris. En 2012, il est sélectionné pour un prix littéraire, le Alberta Readers' Choice ainsi que le prix Robert Kroetsch de la ville d'Edmonton. Il est aussi sélectionné parmi les meilleurs livres pour enfants et adolescents du Canadian Children's Book Centre. La traduction française du livre par Daniel Grenier a été finaliste du Prix du Gouverneur Général de la traduction  de l'anglais au français lors de l'édition 2020.
Elle publie ensuite Rose's Run (2014) (La Course de Rose), l'histoire de Rose Okanese, une mère célibataire qui s'engage dans un marathon dans le but d'améliorer son estime de soi. Dans le magazine Pacific Rim Review of Books, Chuck Barker décrit le roman comme un exemple de « littérature canadienne intégrale » ; il loue le sens de l'humour de Dumont qu'il qualifie de « auto-dévalorisant, honnête, complet et confidentiel ». Ce livre a remporté le Saskatchewan Book Award 2015 pour la fiction.
En 2017, elle explore un autre genre littéraire en publiant une collection de contes intitulée Glass Beads (Perles de verre).  Dans une vingtaine d'histoires, Dumont s'intéresse aux relations entre quatre personnages des Premières Nations sur une période de deux décennies. Shannon Webb-Campbell, dans son avis critique pour The Malahat Review, note que « tout comme un travail de perles, chaque fil ou chaque récit se tient de lui-même, mais ils n'existent entièrement que l'un par rapport aux autres ». Glass Beads figure dans quatre sélections pour des prix littéraires en Saskatchewan, dont le Prix du livre de l'année et le Prix d'écriture des peuples autochtones. Il remporte le prix de fiction.
En plus de ses livres, Dumont performe comme stand-up, elle est scénariste pour le programme animé APTN, By the Rapids. Elle écrit aussi des chroniques régulières dans Eagle Feather News et le journal StarPhoenix.

## Vie personnelle
Dumont naît et grandit dans la Première Nation Okanese. Elle obtient un baccalauréat en arts de l'Université de Saskatchewan en 1995.
Elle a un enfant selon une source de 2017.

## Œuvres
- Dawn Dumont, Nobody Cries at Bingo, Thistledown Press, 2011 (ISBN 9781897235843)
  - (fr) Dawn Dumont, On pleure pas au bingo, Éditions Hannenorak, 2019 (ISBN 9782923926407), traduction de Daniel Grenier
- Dawn Dumont, Rose's Run, Thistledown Press, 2014 (ISBN 9781927068816)
  - (fr) La Course de Rose, traduction de Daniel Grenier, Éditions Hannenorak, 2020.
- Dawn Dumont, Glass Beads, Thistledown Press, 2017 (ISBN 9781771871273)
  - (fr) Perles de verre, traduction de Daniel Grenier, Éditions Hannenorak, 2021.
- Dawn Dumont, The Prairie Chicken Dance Tour, Freehand Books, 2021 (ISBN 9781988298870)
  - (fr) Les poules de prairies partent en tournée, traduction de Daniel Grenier, Éditions Hannenorak, 2022
  - (fr) Les poules des prairies partent en tournée, traduction de Daniel Grenier, Éditions Dépaysage, 2024